# 缺氧誘導因子脯胺酸羥化酶
HIF脯胺酸羥化酶（英語：HIF prolyl-hydroxylase）是一個包含在缺氧誘導因子（英語：Hypoxia-inducible factor，简称：HIF）訊息路徑中的酶，也是一系列稱為HIF脯胺酸羥化酶抑制劑 治療性藥物的目標
缺氧誘導因子(HIF)是一個在演化上被保留下來的轉錄因子，它讓細胞可以針對低氧濃度環境作出生理性的反應。其中一種特定作用在HIF上的脯胺酸羥化酶已經被確認存在；而羥基化的HIF能讓蛋白質被作為降解的目標
HIF脯胺酸羥化酶已經被各式各樣抑制劑作為目標，用來治療中風，腎臟疾病缺血，贫血，和其他重大疾病。在紅血球過多症相關以及乳癌相關的PHD2突變的案例中，臨床觀察下的脯胺酸羥化酶區域突變會影響它對HIF受質的選擇性，這點對藥物設計有重要的意義
。
在人體中，HIF脯胺酸雙氧化酶有三種種型。分別是 PHD1、PHD2和PHD3。其中，PHD2因為它對氧氣緩慢的反應速度而被視為人體最重要的氧氣感應器。